# Pereskia aureiflora
Pereskia aureiflora е вид растение от семейство Кактусови (Cactaceae). Видът е световно застрашен, със статут Уязвим.

## Разпространение
Разпространен е в Бразилия.